# Massimiliano Irrati
Massimiliano Irrati (Firenze, 27 giugno 1979) è un ex arbitro di calcio italiano.

## Carriera
Nato a Firenze, appartiene alla sezione AIA di Pistoia, è originario di Lamporecchio e vive a Pescia.
Avvocato di professione, diventa arbitro nel 1996. Dopo il classico iter nelle serie minori, è promosso in serie D nell'estate del 2004, dove rimane in organico per tre anni. Nel luglio 2007 viene poi promosso in serie C dove invece colleziona quattro anni di permanenza, fino al termine della stagione sportiva 2010-2011.
Il suo passaggio alla CAN B, seconda categoria nazionale, è datato 30 giugno 2011. Nel suo primo anno di permanenza in tale organico colleziona 18 presenze al termine della stagione regolare, ma soprattutto l'esordio in serie A, avvenuto il 18 marzo 2012 allo stadio Renato Dall'Ara di Bologna, in occasione della partita Bologna-Chievo Verona. Tale partita ha rappresentato un traguardo importante anche per la sua sezione, perché si è trattato in assoluto del primo fischietto pistoiese nella massima serie italiana.
Inoltre, al termine del campionato e a coronamento di un'ottima prima stagione tra i cadetti, il fischietto toscano viene designato anche per l'andata di una delle due semifinali playoff per l'accesso in serie A, disputatasi il 30 maggio 2012 tra i lombardi del Varese e i veneti dell'Hellas Verona. Nella stagione 2012-2013 in serie A dirige Catania-Atalanta, partita della 5ª giornata, terminata 2-1, Siena-Pescara, della 13ª giornata, terminata 1-0, e Palermo-Pescara, della 24ª giornata, terminata 1-1.
Nel maggio 2013 è designato per la finale di andata dei play-off per l'accesso in serie A, tra Empoli e Livorno. Il 2 luglio 2013 viene promosso in CAN A, collezionando 19 presenze in serie A. Nell'agosto 2013 gli viene conferito il Premio BWIN come miglior arbitro della serie B relativamente alla stagione 2012-2013.
Nella stagione 2015-2016, dopo la partita del girone di ritorno Udinese-Napoli, è stato criticato per aver dato due rigori contro il Napoli e per l'espulsione di Gonzalo Higuaín.
Il 6 maggio 2016 ha vinto il primo premio internazionale "Luca Colosimo" come miglior arbitro della CAN A. Premiato dalla Sezione AIA di Torino e dall'AIA Nazionale rappresentata dal vice Presidente.
Dal 1º gennaio 2017 è arbitro internazionale, viene inserito nelle liste FIFA andando a sostituire Antonio Damato, avvicendato per scelta tecnica. 
Il 22 febbraio 2017 viene chiamato a dirigere un'amichevole organizzata tra San Marino e Andorra, facendo così il suo esordio in campo internazionale in una sfida tra nazionali maggiori.
Nel luglio 2017 viene resa nota la sua designazione in qualità di arbitro addizionale per la Supercoppa UEFA 2017, da disputarsi il successivo 8 agosto 2017 a Skopje tra Real Madrid Club de Fútbol e Manchester United Football Club, diretta dal connazionale Gianluca Rocchi.
Il 30 aprile 2018 viene selezionato ufficialmente in qualità di VAR dalla FIFA per i mondiali di Russia 2018. Ottiene subito un riconoscimento importante con la designazione per la prima partita della rassegna, in veste VAR, per svolgere il suo compito dietro i monitor, in occasione della gara inaugurale Russia - Arabia Saudita. Nell'occasione collabora con l'argentino Néstor Pitana, arbitro designato in campo per quella partita. Viene selezionato in veste VAR sempre in collaborazione con Pitana per la direzione della finale dei mondiali, raggiungendo una ragguardevole quota totale di 14 presenze in qualità di VAR in Russia.
Il 13 Maggio 2019 viene annunciata la sua designazione sempre in qualità di VAR per la finale di Europa League 2018-19 tra Chelsea ed Arsenal, da disputarsi il 29 maggio 2019 a Baku, diretta da Gianluca Rocchi. Il 23 agosto 2020 coadiuva, ancora in qualità di VAR Daniele Orsato nella finale di Champions League tra Paris Saint-Germain e Bayern Monaco.
Il 1º settembre 2020 viene inserito nell'organico della CAN A-B, nata dall’accorpamento di CAN A e CAN B: dirigerà sia in Serie A che in Serie B. Nella stagione 2020-2021 viene designato in 11 partite del massimo campionato e per 4 in cadetteria.
Dal 1º gennaio 2021 figura nella lista dei Video Match Officials (ufficiali di gara che svolgono la funzione di VAR) della FIFA e il 21 aprile 2021 viene selezionato ufficialmente dalla UEFA come addetto VAR per EURO 2020, nel quale è impiegato in diverse gare.
Al termine della stagione sportiva 2020-2021 ha diretto un totale di 130 partite in serie A e 41 di serie B. A livello internazionale ha diretto inoltre cinque preliminari di Europa League (oltre al match della fase a gironi Wolfsburg-KAA Gent, nell'edizione 2019-20) e un preliminare di Champions (Galatasaray-PSV Eindhoven, 2021-22).
Il 5 gennaio 2023 è VAR nella partita di Saudi Pro League tra Al-Ittihad e Al-Hilal, diretta dall'italiano Daniele Orsato insieme agli assistenti arbitrali, anch'essi italiani, Ciro Carbone e Alessandro Giallatini.
Il 22 maggio 2023 viene designato per dirigere la finale di Coppa Italia Fiorentina-Inter.
Il 3 giugno 2023 svolge il ruolo di VAR nella finale di Champions League femminile Barcellona-Wolfsburg, diretta dalla gallese Cheryl Foster, con l'italiana Maria Sole Ferrieri Caputi in qualità di secondo AVAR.
Il 3 luglio 2023 vengono rese pubbliche le sue dimissioni dall'organico CAN come arbitro effettivo, rimanendo attivo come addetto VAR. Chiude la sua carriera come arbitro effettivo con 151 partite arbitrate in Serie A.
Tra luglio e agosto 2023 viene selezionato dalla FIFA in qualità di VAR per la FIFA Women's World Cup in Australia e Nuova Zelanda: rappresenta l'Italia insieme all'arbitro Maria Sole Ferrieri Caputi e all'assistente arbitrale Francesca Di Monte.
Il 23 aprile 2024 la UEFA lo ha convocato per il campionato d'Europa 2024 in Germania, nel ruolo di VAR insieme al collega Paolo Valeri, agli arbitri Daniele Orsato e Marco Guida ed agli assistenti Filippo Meli, Giorgio Peretti, Ciro Carbone e Alessandro Giallatini. Durante il torneo, il 14 luglio è presente, in qualità di secondo assistente VAR, nella finale Spagna-Inghilterra, diretta dal francese François Letexier.